# ダイス (漫画)
『ダイス』は、椎名あゆみ作の漫画作品。『りぼん』（集英社）に2002年10月号から2003年6月号まで連載された。
椎名前作の『ペンギン☆ブラザーズ』でも打ち切り的な終わり方をしたが、当作品も末期のまとめ方がいかにも打ち切り的な内容だった。また彼女は、この作品の終了後、作家陣の若返り策もあって『りぼん』本誌作家陣のラインナップから外されており、彼女にとっては事実上最後の『りぼん』本誌での連載作となった。
単行本はりぼんマスコットコミックス（こちらも集英社）から全2巻。第2巻には読み切り作品「ショート寸前」も収録されている。当項目ではその作品についても記載する。

## 登場人物
望月 美咲（もちづき みさき）
主人公。中学2年生。明るい性格。両親の別居が原因で父が借金をしてしまったのでその返済のため、中学生にもかかわらずアルバイトをしている。武藤のことが好き。
武藤 静（むとう しずか）
美咲と同級生。外見は地味であるが笑顔は美咲の心のオアシスである。兄がいるが、とてつもないヤンキーであり、兄の友がしばしばからかいに来たりしている。普段は温厚だが、怒ると怖い。
栗原 ゆかり（くりはら ゆかり）
クラスのアイドル。通称「栗りん」。速水のことが好き。そのため、速水に好かれている美咲に嫌がらせをするなど、本性は陰湿で腹黒い性格。
速水 秀明（はやみ ひであき）
モテモテの王子キャラ。武藤にライバル意識を持っている。かねてから名前に「も」のつく女にふられている。
望月 木葉（もちづき このは）
美咲の妹。中学1年生だが、不登校中。美咲とは違って眼鏡をかけており、物静かでキツイ性格。美咲曰く、美咲が父親似なのに対して、木葉は母親似である模様。

## ショート寸前
『りぼん』1999年11月号に掲載。
椎名いわく『ダイス』の基となった作品であり、スケジュールの都合上最短記録で描いた作品でもある。

### 登場人物
松坂 愛里（まつざか あいり）
主人公。母親と生き別れとなり一人暮らしをしている。そんななか、隣人がかねてからあこがれている蒼田であった。優等生をしているがそれが裏目に出て多くの憂い目に遭遇している。
イライラした時は屋上で大声で愚痴を叫ぶのが好き。
蒼田 裕人（そうだ ひろひと）
松坂が愛し続けている美少年。正義感が強く、優秀な成績である。松坂の母親とは血縁関係がある。
姫木（ひめき）
松坂の通う学校の教師。内気な松坂に対し小間使いを多くやらせている。バーコード禿。

## 書誌情報
椎名あゆみ『ダイス』、集英社〈りぼんマスコットコミックス〉、全2巻
1. 2003年5月15日発売、ISBN 978-4-08-856460-9
2. 2003年9月12日発売、ISBN 978-4-08-856489-0